# Mara Romei

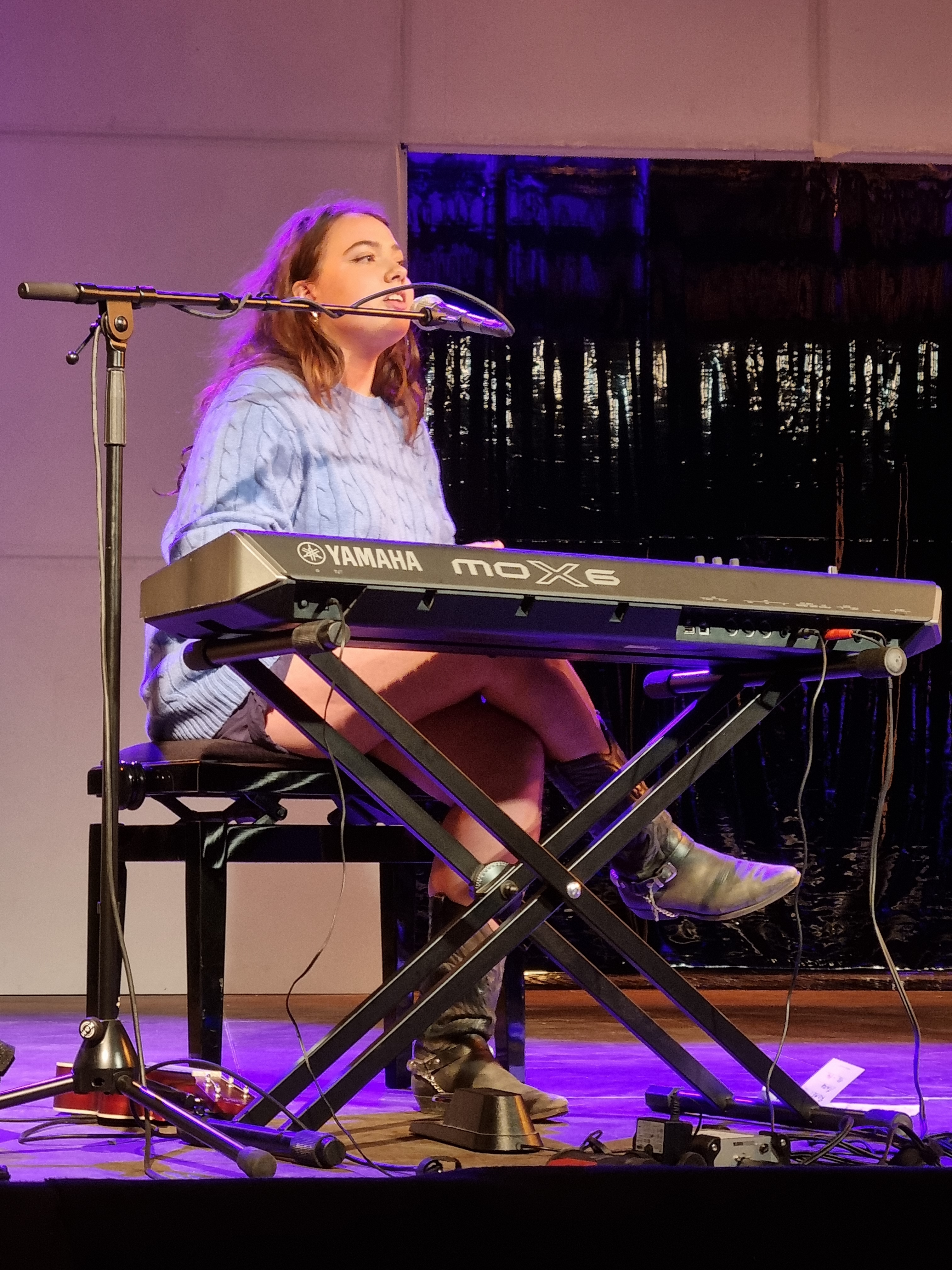
Mara Romei am Hin und Weg Theaterfestival in Litschau (2022)

Mara Romei (* 10. März 2002 in Wien) ist eine österreichische Schauspielerin und Singer-Songwriterin.

## Leben
Mara Romei wurde als Tochter der Schauspielerin Sonja Romei und des Schauspielers Juergen Maurer geboren. Am Max Reinhardt Seminar begann sie 2021 ein Schauspielstudium.

### Theater
Theatererfahrungen sammelte sie mit dem gutgebrüllt Kinder- & Jugendtheater unter der Regie von Maria Köstlinger unter anderem 2017 als Alfreds Mutter in Geschichten aus dem Wiener Wald von Ödön von Horváth und 2018 als Marie in Liliom von Ferenc Molnár. 2019 wurde sie für ihre Darstellung der Marie in Liliom mit dem Goldenen Vogel der Papageno Jugendtheater Awards als beste Nebendarstellerin ausgezeichnet.
2023 war sie im Vestibül des Burgtheaters in Über Nacht von Lucien Haug unter der Regie von Rachel Müller zu sehen. Anfang 2025 spielte sie am Wiener Odeon-Theater in der Uraufführung von Blitz und Donner von Milena Michiko Flasar basierend auf den Briefen von Johann Strauss an Olga Smirnitskaja unter der Regie von Jacqueline Kornmüller die Rolle der Smirnitskaja.

### Film und Fernsehen
2010 spielte sie im Kurzfilm Zweihundertfünf (Twohundredandfive) von Clara Stern an der Seite ihrer Mutter. Episodenrollen hatte sie 2018 in der Folge Lange Schatten der Serie SOKO Donau/SOKO Wien, der Episode Wenn die Maske fällt der Serie SOKO Kitzbühel sowie der Folge Dominik Fiedler der Serie Schnell ermittelt. In den Fernsehfilmen aus der Reihe Der Altaussee-Krimi verkörperte sie unter der Regie von Julian Roman Pölsler die Rolle der Katharina Gasperlmaier, die Tochter des Polizisten und Protagonisten Franz Gasperlmaier.
Unter der Regie von Mirjam Unger und Andreas Kopriva übernahm sie in der ORF-Serie Biester basierend auf einem Drehbuch von Uli Brée neben Theresa Riess und Fanni Schneider als Vero Amos eine der Hauptrollen. 2023 drehte sie für den Kinofilm Altweibersommer von Pia Hierzegger sowie für den Fernsehfilm Ewig dein von Johanna Moder. Im September 2024 stand sie unter der Regie von Andreas Schmied für den Fernsehkrimi Lasser ermittelt von ServusTV mit ihrem Vater vor der Kamera. Im Oktober 2024 drehte sie an der Seite von Marianne Mendt und Katharina Straßer die ORF-Komödie Bis auf Weiteres unsterblich unter der Regie von Hans Hofer nach einem Buch von Uli Brée.

### Musik
Neben ihrer Tätigkeit als Schauspielerin tritt sie auch als Singer-Songwriterin in Erscheinung. Mit ihrem Bandprojekt Low Life Rich Kids und dem Song Anti-Woke-Generation nahm sie 2024 am Protestsongcontest teil. 2025 erschien das Debütalbum Lieblingslieder von Low Life Rich Kids.

## Filmografie (Auswahl)
- 2010: Zweihundertfünf (Kurzfilm)
- 2018: SOKO Kitzbühel – Wenn die Maske fällt
- 2018: SOKO Donau/SOKO Wien – Lange Schatten  (Fernsehserie)
- 2018: Schnell ermittelt – Dominik Fiedler (Fernsehserie)
- 2020: Der Altaussee-Krimi – Letzter Kirtag (Fernsehreihe)
- 2021: Der Altaussee-Krimi – Letzter Gipfel (Fernsehreihe)
- 2023: Rickerl – Musik is höchstens a Hobby
- 2024: Biester (Fernsehserie)
- 2024: Ewig Dein (Fernsehfilm)
- 2025: Altweibersommer